# Gedongombo (Semanding)
Gedongombo is een bestuurslaag in het regentschap Tuban van de provincie Oost-Java, Indonesië. Gedongombo telt 18.158 inwoners (volkstelling 2010).